# Leucophotis pulchra
Leucophotis pulchra är en fjärilsart som beskrevs av Butler 1886. Leucophotis pulchra ingår i släktet Leucophotis och familjen Crambidae. Inga underarter finns listade i Catalogue of Life.